# Rudolf Kárpáti
Rudolf Kárpáti (Budapest, 17 luglio 1920 – Budapest, 1º febbraio 1999) è stato uno schermidore ungherese, specializzato nella sciabola, vincitore di sei medaglie d'oro nella scherma ai Giochi olimpici.

## Biografia
Kárpáti è stato uno dei più grandi schermitori di tutti i tempi e tra i più grandi sportivi magiari, capace di salire sul gradino più alto del podio olimpico per 6 volte, in quattro edizioni consecutive dei Giochi, e di vincere 7 ori e un totale di 12 medaglie iridate. Tra il 1952 e il 1960 vinse sempre almeno un oro nella massima competizione internazionale.
Nato a Budapest iniziò a praticare scherma nel club BBTE, per poi spostarsi al Vasas SC ed infine approdare alla polisportiva Budapest Honvéd. Fu seguito dai celebri maestri di scherma Italo Santelli e Béla Balogh. La sua carriera è stata caratterizzata da un’eccezionale preparazione tecnica, un alto grado di maturità tattica e uno straordinario senso del tempo. Dopo il suo ritiro, Rudolf Kárpáti divenne presidente prima della Federazione ungherese di scherma e poi della FIE. 
Si laureò al Conservatorio Nazionale in Storia della musica; abile violinista divenne direttore artistico dell'Esercito Popolare (1961-1986). Fu ufficiale dell'esercito ungherese e si ritirò con il grado di colonnello e in seguito, nel 1990, fu promosso a maggiore generale.

## Palmarès
Giochi olimpici 
Individuale
- Oro nella sciabola a Melbourne 1956
- Oro nella sciabola a Roma 1960

A squadre
- Oro nella sciabola a Melbourne 1948
- Oro nella sciabola a Melbourne 1952
- Oro nella sciabola a Melbourne 1956
- Oro nella sciabola a Roma 1960

 Mondiali 
Individuale
- Bronzo nella sciabola a Bruxelles 1953
- Oro nella sciabola a Lussemburgo 1954
- Argento nella sciabola a Roma 1955
- Argento nella sciabola a Parigi 1957
- Oro nella sciabola a Budapest 1959

A squadre
- Oro nella sciabola a Bruxelles 1953
- Oro nella sciabola a Lussemburgo 1954
- Oro nella sciabola a Roma 1955
- Oro nella sciabola a Parigi 1957
- Oro nella sciabola a Filadelfia 1958
- Argento nella sciabola a Budapest 1959
- Bronzo nella sciabola a Torino 1961

## Curiosità
Nel 2014 gli venne intitolato l'asteroide 231278 Kárpáti.